# ویرلپلم
ویرلپلم (به انگلیسی: Veerlapalem) یک روستا در هند است که در آندرا پرادش واقع شده‌است.